# At Eighteen
At Eighteen (hangeul : 열여덟의 순간 ; RR : Yeolyeodeolbui sun-gan, "Le moment de dix-huit") est une série télévisée sud-coréenne créée par Yoon Kyung-ah. Elle est diffusée sur la chaîne JTBC du 22 juillet au 10 septembre 2019,.

## Synopsis
At Eighteen suit de près l'histoire de Choi Joon-woo (Ong Seong-wu), dont l'adolescence a été marquée par la vie pauvre de sa famille et des conflits avec lesquels il se heurtait à l'école. Forcé de quitter l'école pour une faute qu'il n'a pas vraiment effectuée, il arrive au lycée Cheonnong et décide de devenir juste un solitaire terminant tranquillement ses études. Mais il savait peu encore quels méandres l'attendaient dans la vie.
Bientôt le solitaire en son for intérieur Joon-woo doit quitter sa zone de confort. Non seulement Joon-woo, mais aussi ses camarades inexpérimentés et immatures, âgés de dix-huit ans devront faire face aux conflits et aux tourbillons d'émotion, ainsi qu'aux préjugés de leur monde créés par les adultes tout autour d'eux.

## Distribution

### Acteurs principaux
- Ong Seong-wu : Choi Joon-woo[6]
- Kim Hyang-gi : Yoo Soo-bin[7]
- Shin Seung-ho : Ma Hwi-young[7]
- Kang Ki-young : Oh Han-kyeol[8]

### Acteurs secondaires

#### Étudiants
- Lee Seung-min : Lee Ki-tae
- Kim Do-wan : Cho Sang-hoon
- Moon Bin : Jung Oh-je
- Yoo In-soo : Yoo Pil-sang
- Baek Jae-woo : Go Dong
- Woo Joon-seo : Park Kyu-nam
- Shin Ki-joon : Ha Shim-bok
- Kim Ga-hee : Moon Chan-yeol
- Moon Joo-yeon : Yoon So-ye
- Kim Bo-yun : Kwon Da-heen
- Han Sung-min : Hwang Ro-mi

#### Parents
- Shim Yi-young : Lee Yeon-woo
- Choi Jae-woong : Choi Myeong-joon
- Kim Sun-young : Yoon Song-hee
- Lee Hae-young : Yoo Jong-soo
- Jung Young-joo : Park Geum-ja
- Sung Ki-yoon : Ma Yoon-gi

#### Autres
- Park Sung-geun : Lee Kwan-young
- Heo Young-ji : Kim Ji-min
- Choi Woo-sung : Im Gun-hyuk
- Choi Dae-hoon : Teacher Son
- Yoo In-soo : Yoo Pil-sang

### Apparitions
- Song Geon-hee : Shin Jung-hoo (épisodes 3 et 4)

## Accueil

### Distinctions
Pendant la cérémonie de la 12e édition des Prix pour meilleures séries coréennes, Kang Ki-young a remporté un prix, celui «d’excellence», et Ong Seong-wu en a remporté deux : celui du meilleur nouveau acteur et le prix «Hallyu Star».

### Audiences
- À ce tableau, les nombres en bleu représentent des audiences les plus faibles et les nombres en rouge, les plus fortes.
- NC indique que la note n'est pas connue.

| Épisodes | Dates de diffusion originale | Titre | Audience    | Audience    |
| Épisodes | Dates de diffusion originale | Titre | AGB Nielsen | AGB Nielsen |
| Épisodes | Dates de diffusion originale | Titre | National    | Seoul       |
| -------- | ---------------------------- | --- | ----------- | ----------- |
| 1        | 22 juillet 2019              | The Nameless Kid, Choi Joon-woo (이름없는 아이, 최준우, "Le garçon sans nom, Choi Joon-woo")                                     | 3.009%      | 3.692%      |
| 2        | 23 juillet 2019              | A Moment I Want to Run Away (도망가고 싶은 순간, "Un moment où je voulais fuir")                                                 | 2.354%      | 2.779%      |
| 3        | 29 juillet 2019              | It Always Rains on a Sad Day (속상한 날은 꼭 비가 내린다, "Il pleut toujours un jour triste")                                    | 3.169%      | 3.747%      |
| 4        | 30 juillet 2019              | Happiness and Sadness Come and Go Instantly (기쁨과 슬픔은 한 순간, "La joie et la tristesse sont passagers")                    | 3.393%      | 4.466%      |
| 5        | 5 août 2019                  | After That Long and Sad Day (길고 슬픈 그날 밤이 지나면, "Après cette longue et triste journée")                                 | 3.341%      | 3.710%      |
| 6        | 6 août 2019                  | The Timing of Action and Reaction (액션과 리액션의 타이밍, "Le timing de l'action et de la réaction")                            | 3.512%      | 4.260%      |
| 7        | 12 août 2019                 | Romeo and Juliet (로미오와 줄리엣, "Roméo et Juliette")                                                                          | 3.150%      | 3.545%      |
| 8        | 13 août 2019                 | The Moment of Your First Love (첫 사랑의 순간, "Le moment du premier amour")                                                     | 3.560%      | 4.217%      |
| 9        | 19 août 2019                 | I'm Sorry... (미안해... "Je suis désolé...")                                                                                     | 3.322%      | 3.927%      |
| 10       | 20 août 2019                 | The Night That Will Never Return (다시 못 올 그날 밤, "La nuit qui ne reviendra jamais")                                         | 3.416%      | 4.031%      |
| 11       | 26 août 2019                 | The Emotions That I Got To Know Through You (너로 인해 알게 된 감정들, "Les émotions que j'ai apprises à travers toi")           | 3.766%      | 5.010%      |
| 12       | 27 août 2019                 | Being More Mature Than Adults At The Age Of 18 (어른 보다 더 어른다운 열여덟, "Être plus mature que les adultes à dix-huit ans") | 3.508%      | 4.299%      |
| 13       | 2 septembre 2019             | I Should Still Like You (계속 좋아해야지 그래도, "Je devrais continuer à t'aimer cependant")                                     | 3.498%      | 4.247%      |
| 14       | 3 septembre 2019             | Happy Birthday To You ("Joyeux anniversaire!")                                                                                   | 3.808%      | 5.019%      |
| 15       | 9 septembre 2019             | Ways to Embrace Your Scar (상처를 안아주는 방법, "Les moyens d'embrasser votre cicatrice")                                       | 3.740%      | 4.585%      |
| 16       | 10 septembre 2019            | This Goodbye Isn't Forever (지금의 헤어짐이 영원하지 않음을, "Cet adieu n'est pas éternel")                                      | 3.882%      | 4.865%      |